# Khodadad Azizi
Khodadad Azizi escutarⓘ (Mexede, 22 de junho de 1971) é um ex-futebolista profissional iraniano, atacante, disputou a Copa do Mundo de 1998, retirado atualmente é treinador.
Foi premiado como melhor jogador do futebol asiático, no ano de 1996, no mesmo ano foi MVP (jogador mais valorado) da Copa da Ásia.